# Food Band
Die Food Band war eine deutsche Band aus Köln, die von 1976 bis 1981 existierte. Sie spielte eine Mischung aus Soul-, Jazz-, Pop- und Rockelementen in englischer Sprache.

## Bandgeschichte
Die Band wurde 1975 von Axel Heilhecker mit seinem Schulfreund Wolf Maahn, dessen Bruder Hans Maahn und Ralf Engelbrecht gegründet. Ein unveröffentlichtes Lied namens Send Me Up to Mona wurde vom WDR häufig gespielt und erreichte Platz 1 der WDR2-Schlagerrallye. Das Lied erschien aber erst 1979 als Single. Spätere Mitglieder waren unter anderem Jan Dix, Dick W. Frangenberg, Matthias Keul, Werner Kopal, Paco Saval und Helmut Zerlett. Komponiert wurden die Lieder von Wolf Maahn und Axel Heilhecker. Die Texte stammen von Wolf Maahn.
Ihr Debütalbum Foodband erschien 1979 in England. Ab 1980 war das Album unter dem Titel Last Year’s Album auf dem deutschen Markt erhältlich. Zum Release 1979 spielte die Band In London Konzerte  im Marquee Club und in der Music Machine und wurde zu einer Radioproduktion in die BBC Studios eingeladen.
Die Band trat 1980 im WDR-Rockpalast auf. Im selben Jahr spielte die Food Band als Support für Bob Marley und Fleetwood Mac in Deutschland. 1980 half Matthias Keul beim Affjetaut-Album von BAP aus. 1981 erschien das zweite Foodband-Album Rhythm ’n’ Juice. Die Band löste sich allerdings kurz darauf auf.
Wolf Maahn verlegte sich dann auf Produzieren und startete seine Solokarriere, Axel Heilhecker begleitete ihn dabei. Jan Dix wurde 1983 zum BAP-Schlagzeuger. Helmut Zerlett arbeitete als Musikproduzent weiter. Dick W. Frangenberg arbeitete fortan als Musiker, Bandleader, Produzent und Verleger im Bereich der Country-Musik. Er gründete u. a. die Nashville Music Company.

## Diskografie
- 1979: Foodband
- 1980: Last Years Album (deutsche Version von Foodband)
- 1981: Rhythm ’n’ Juice